# Chrysosoma schoutedeni
Chrysosoma schoutedeni är en tvåvingeart som beskrevs av Charles Howard Curran 1927. Chrysosoma schoutedeni ingår i släktet Chrysosoma och familjen styltflugor. Inga underarter finns listade i Catalogue of Life.